# Guichet (architecture)
 (février 2025).
Si vous disposez d'ouvrages ou d'articles de référence ou si vous connaissez des sites web de qualité traitant du thème abordé ici, merci de compléter l'article en donnant les références utiles à sa vérifiabilité et en les liant à la section « Notes et références ».
Pour les articles homonymes, voir Guichet.

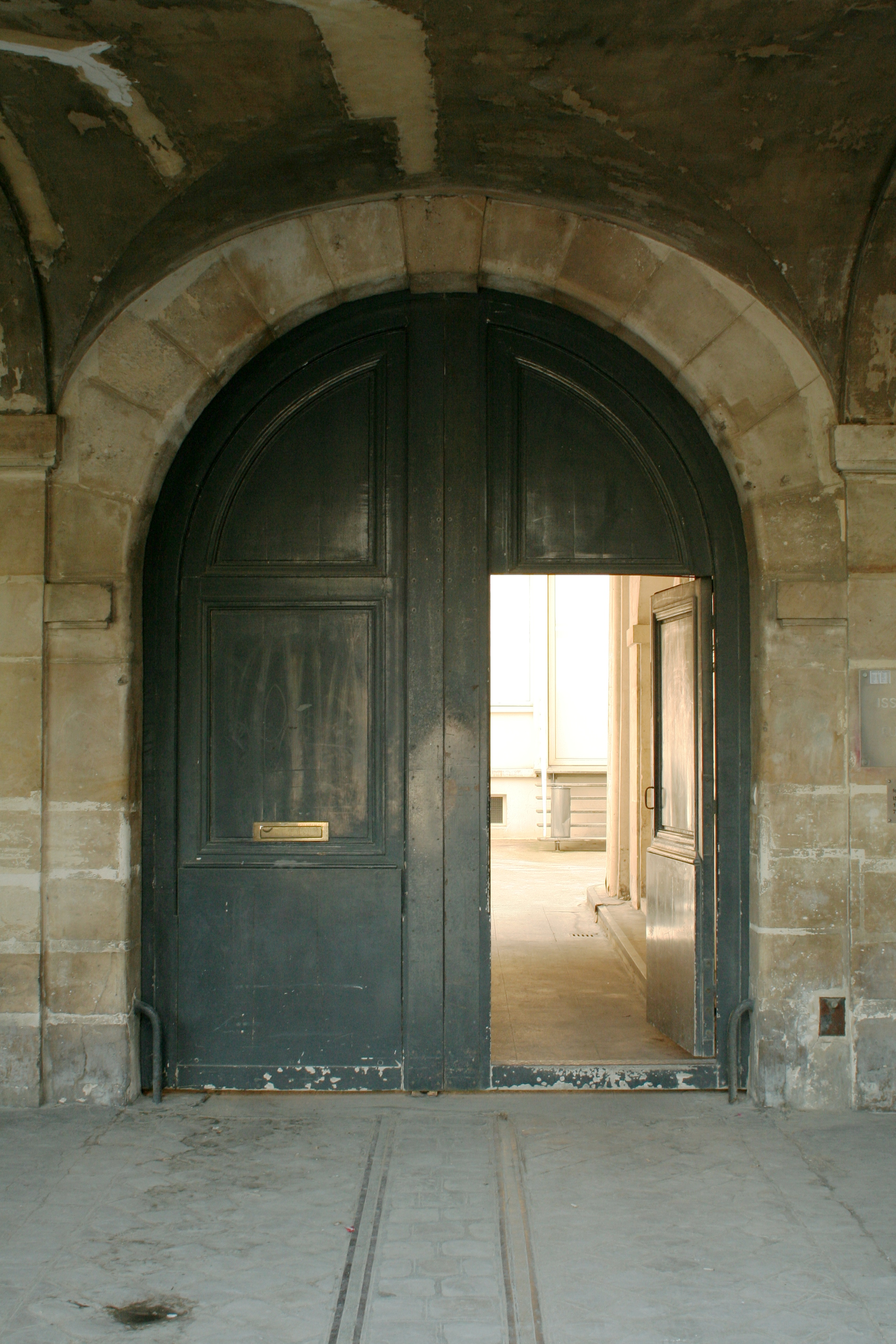
Guichet ouvert dans une porte cochère.

Le guichet  désignait une ouverture pour le passage des piétons dans une porte cochère ou porte charretière, un petit battant en découpe dans un grand battant.

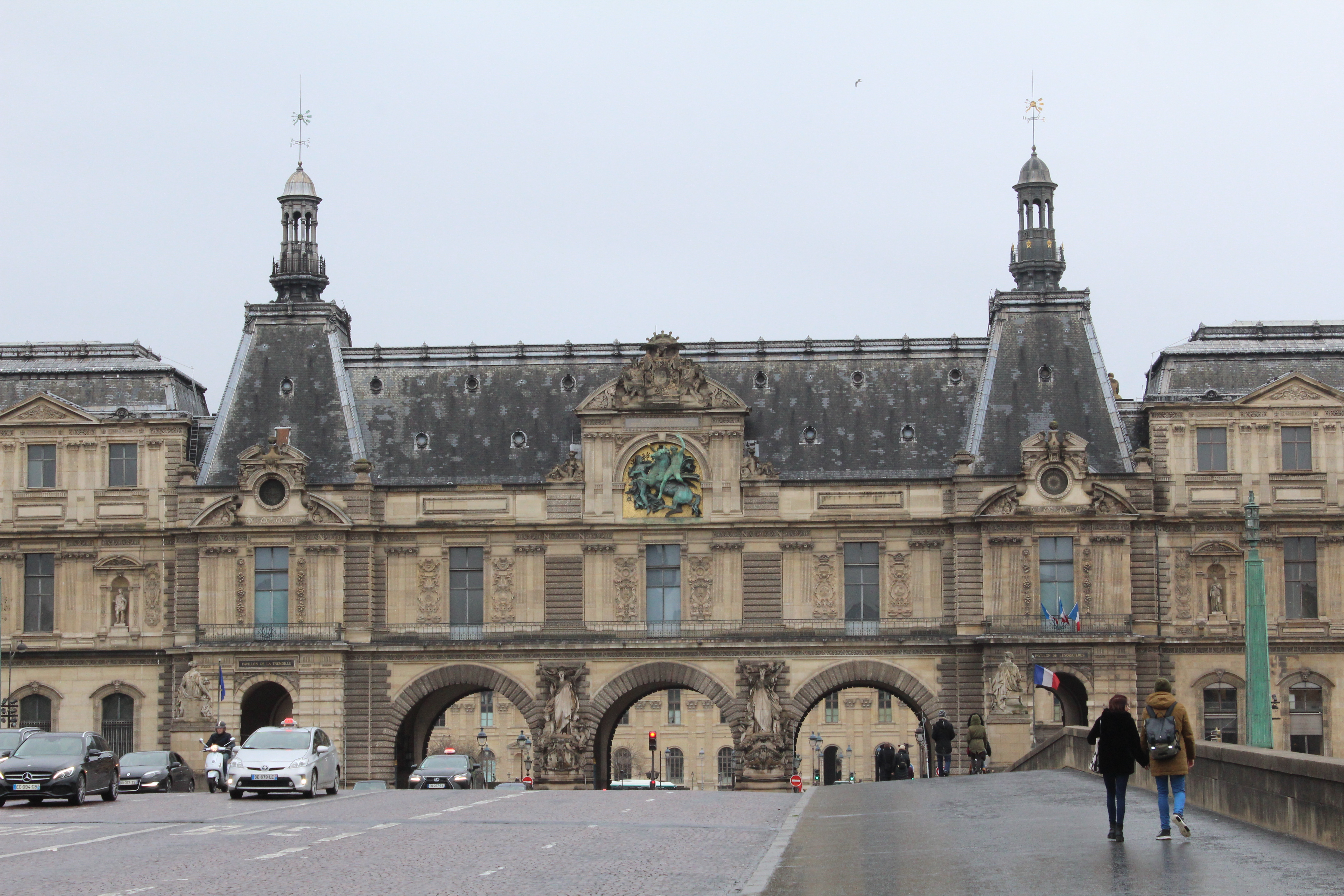
Guichets du Louvre.

Cela a donné leur nom aux « Guichets du Louvre » par exemple, bien qu'ils soient des portes simples sur des ouvertures maçonnées séparées entre les piétons et les voitures.
Ce fut aussi une petite ouverture dans un mur pour déposer les objets, souvent munie d'un volet de fermeture ou d'une tablette. Le guichet fut notamment utilisé dans les hospices pour recevoir les bébés abandonnés, le système était parfois avec deux volets, un de chaque côté, pour préserver l'anonymat de la personne qui déposait.
Il est aussi devenu un comptoir servant aux flux d'objets avec enregistrement, souvent situé entre deux locaux d'un bâtiment et accédé selon son côté par des personnes aux fonctions différentes : client et vendeur, postier, banquier.
Le guichet désigne maintenant aussi bien les meubles de l'aménagement du local que le local et il est synonyme aussi de distributeur sans présence humaine s'il s'agit d'une machine GAB, automate délivrant des billets de banque.
Dans le monde du spectacle (artistique ou sportif), l'expression « jouer à guichets fermés » indique que tous les billets d'entrée ont été vendus les jours précédant celui de la manifestation et que la salle est comble.

## Évolution
Le guichet d'accueil et de vente fut longtemps l'unique canal de distribution des entreprises classiques, publiques ou privées. Si de nombreuses sociétés préfèrent consolider leurs positions en faisant du guichet une vitrine représentative en termes d'image de marque, deux phénomènes semblent devoir bousculer un schéma traditionnel :
- la pratique du conseiller client ou usager qui reçoit la personne assise à un bureau ;
- l'irruption des machines self service (voir « Agence de banque ») et surtout celle du commerce en ligne. On parle alors de guichet numérique, système qui existe dans divers secteurs, bancaire, loisirs, administratif.

Même si nous assistons au rétrécissement de ce canal de distribution que représente le guichet, avec une transformation du métier de guichetier en celui de conseiller, il est peu probable qu'il disparaisse totalement.